# أرشيبالد ليتل
أرشيبالد ليتل هو سياسي كندي، ولد في 13 يونيو 1837، وتوفي في 14 أبريل 1922 في كندا. حزبياً، نشط في الحزب الليبرالي في أونتاريو ‏. وقد انتخب عضو برلمان مقاطعة أونتاريو.